# Акула карликова
Акула карликова (Euprotomicrus bispinatus) — єдиний вид роду Euprotomicrus родини змієподібні акули.

## Опис
Загальна довжина сягає 20-25 см. Спостерігається статевий диморфізм: самиці більші за самця. Голова невелика, проте масивна у порівняні з тулубом. Зуби доволі гострі. Тіло витягнуте. Характерною особливістю є здатність до довільного виробленню світла. Спеціальні люмінесцентні органи — фотофори, що мають вигляд круглих бляшок діаметром 0,03-0,08 мм, густо розташовані на нижній частині тулуба (донизу від середньої лінії тіла), а також грудних і черевних плавцях. При збудженні акули вся черевна поверхня її тіла та нижні краї боків світяться рівним блідо-зеленуватим світлом, яскраво спалахуючи при різких рухах риби і затухаючи при її заспокоєнні. Світіння карликової акули іноді може бути дуже інтенсивним.

## Спосіб життя
Мешкає у відкритому океані, далеко від берегів. Вночі підіймається до самої поверхні води, а вдень опускається в глибші шари. Переважно полює на головоногих молюсків, перш за все на кальмарів. Здобич розриває зубами.
Це яйцеживородна акула. Самиця народжує до 8-10 акуленят завдовжки 5-6 см.

## Розповсюдження
Зустрічається в теплих водах переважно Тихого і Індійського океанів, лише в деяких місцях Атлантичного океану (неподалік Бразилії та біля арх. Тристан-да-Кунья).